# Sadangmekar
Sadangmekar is een bestuurslaag in het regentschap West-Bandung van de provincie West-Java, Indonesië. Sadangmekar telt 5257 inwoners (volkstelling 2010).